# 美琪大戏院
美琪大戏院（英語：Majestic Theatre）,位于上海市静安区江宁路、奉贤路口，现在是上海市优秀近代建筑保护单位。影院占地2650平方米，建筑面积5700平方米，为钢筋混凝土框架结构。

## 历史
戏院在1941年建于原大华饭店旧址，由当时上海的建筑设计师范文照设计，上海亚洲影院公司营建，并由馥记营造厂承建。戏院初定英文名为Majestic取其“庄严、宏丽、王者”之意，并欲定中文名为“大华大戏院”。但无奈，当时夏令配克大戏院已取此名，只得作罢。后取名美琪，则是寓意“美轮美奂，琪玉无瑕”。曾被稱为“远东最新型的艺术影宫”。影院曾在文革开始后，由于较靠近北京西路的缘故，更名北京影剧院。1985年，戏院恢复其原称。
1941年10月15日美琪大戏院正式开映，开幕之第一片便是美国福克斯影片公司的歌舞片美月琪花。戏院在解放前后，曾先后迎来过京剧大师梅兰芳与苏联芭蕾舞名家加林娜·乌兰诺娃在此演出。
1954年11月起公私合营。其后，美琪亦成为上海重要的政治活动场所：1954年8月，上海市第一届人民代表大会举行；1955年2月4日，时任总理周恩来向参加全国省市委书记会议的干部作关于知识分子改造的讲话。1958年5月起戏院翻新，以演出为主，同时兼映电影。1989年，被列为上海市近代优秀建筑。
进入21世纪，曾在1999年经过扩建的美琪大戏院成为了上海国际艺术节的举办场地之一。此外，周立波的《笑侃30年》、《笑侃大上海》等演出也是在这里上演的。
2016年历时5年再次改建的美琪大戏院重新开幕，以演出话剧、音乐剧为主，各类歌剧、芭蕾舞剧、音乐会、舞蹈、戏曲演出和戏剧影像以及电影放映为辅，同时它成为继上海影城，大光明电影院之后上海第三个可以容纳一千人的影厅。2017年，美琪大戏院加入了全国艺术电影放映联盟，并参与了上海国际电影节。
2024年7月至2025年5月，美琪大戏院因舞台技术改造暂停营业，2025年5月21日再次开幕。

## 建筑特色
建筑为美国现代式样，但也有装饰艺术派的风格。其整个建筑造型较为简洁。入口呈圆柱状。门厅是圆形平面，设长条窗，并配有5扇附有美丽几何图案的垂直长窗玻璃。观众大厅有1600多个座位，其中楼座有540个。楼梯和地面则采用了奶油色磨花石。